# Марк-Андре Флери
Марк-Андре Флери (енгл. Marc-André Fleury; Сорел, 28. новембар 1984) је канадски хокејашки голман који тренутно игра у Питсбург пенгвинсима.

## Каријера

### Питсбург пенгвинси
Флерија су Питсбург пенгвинси изабрали као првог пика на драфту 2003. У предсезонским мечевима је обезбедио место међу стативама. Иако је његов Питсбург поражен са 3:0, Марк-Андре Флери имао је одличан НХЛ деби. Као 18-годишњи голман, показао је да није случајно биран као први избор и одбранио је чак 46 удараца. Крајем октобра 2003. Питсбург је остварио своју другу победу у сезони у мечу против Чикага, а Флери је осим победе славио и свој први shutout. (меч без примљеног поготка) Флури је за Пингвинсе у сезони 2003/04. имао учинак 4-14-2, а просек примљених бројева му је био 3,64 голова по утакмици. Након тога је десет утакмица одиграо за јуниорски тим Cape Breton Screaming Eagles, а на крају сезоне је одиграо и две утакмице у плеј-офу за други тим пингвинса Wilkes-Barre/Scranton Penguins који се такмичи у Америчкој хокејашкој лиги.
Због штрајка играча (lock-out) у сезони 2004./05. Флери је наставио играти за Wilkes-Barre/Scranton Penguinsе. Након једногодишње паузе у НХЛ-у Питсбург је одлучио да измени састав тима и на позицију првог голмана довели су искусног Жослена Тибоа. У изостанку Тибоа који се почетком сезоне повредио на гол је стао Флери који је у својој првој утакмици у сезони против Буфало сејберса одбранио 38 удараца, али је ипак Питсбург 19 секунди пре истека продужетка примио гол и уписао пораз 3:2. Током сезоне успео је да се избори за место стартног голмана, међутим Пенгвинси су завршили сезону као посљедњепласирана екипа Источне конференције са најгором одбраном лиге (316 примљених погодака).
Након што су се у сезини 2006/07. Пенгвинси одлучили за подмлађивање екипе, то им се већ следеће сезоне почело исплаћивати. Питсбургови први избори драфта из 2003. и 2005. године Флери и Сидни Крозби бриљирали су против Филаделфије и одвели Пенгвинсе до победе од 4:0. Флери је након слабе прошле сезоне наговестио добру сезону завршетком утакмице без примљеног гола и уписавши 40 одбрана док је Крозби био покретач свих опасних акција. Захваљујући младим играчима Флерију, Сидни Крозбију, Јевгенију Малкину и Џордану Сталу Питсбург се у две сезоне вратио у врх Источне конференције.
Питсбург је у плеј-офу 2008. као другопласирана екипа Истока ушао са предношћу домаћег терена против Отава сенаторса, а Флери је у првој утакмици зауставио свих 26 удараца гостију. Тиме је уписао свој први shootout у једној утакмици плеј-офа. Питсбургу је требало само 14 утакмица да стигну до 12 победа колико им је било потребно да уђу у финале. Без пораза су прошли преко Отаве, док су им Њујорк ренџерси и Филаделфија флајерси нанели по један пораз. Флери се током целукупне сезоне у потпуности афирмисао. Примао је у просеку тек нешто више од поготак и по у просеку по утакмици. У финалу Стенли купа против Детроит ред вингса био је кључна фигура Пенгвинса, али Питсбург није издржао и поражен је на крају са 4:2 у победама.
Децембар 2008. била је прекретница сезоне за Питтсбург. Пенгвинси су играли лоше, а најбољи играч био им је управо Флери. Међутим, све се преокренуло победом Питсбурга на тешком гостовању код Њу Џерзија са 1:0. У том сусрету Флери је одбранио 37 ударца. У јануару 2009. је након победе Питсбурга над својим великим ривалима из Њујорка, уписао други овосезонски меч без примљеног гола. Како је одмицала сезона Флери и Питсбург играли су све боље. У плеј-офу 2009. Флери је био један од најзаслужнијих проласку Пенгвинса у други круг, јер је против Филаделфије кад се четврта утакмица серије ломила имао неколико врхунских одбрана и на крају очекивано био прва звезда утакмице. До краја је сакупио чак 45 одбрана. Био је добар и у каснијем уласку у ново велико финале против Детроита. Питсбург је у седам утакмица победио Детроит, а Флери је освојио свој први Стенли куп у каријери.
У сезони 2009/10. Флери је имао учинак од 37-21-6. Као браниоци титуле пласирали су се у плеј-оф. У првом колу су након шест утакмица елиминисали Отаву, али су након седам утакмица поражени од осмог носиоца, Монтреал канадијанса.
Без Сидни Крозбија и Јевгенија Малкина који су због повреда пропустили велики део сезоне 2010/11, Флери и одбрана Пингвина су морали да уложе велике напоре да би екипу довели до плеј-офа. Флери је имао учинак од 36-20-5, а Пингвини су завршили на четвртом месту источне конференције. Пингвини су елиминисани у првом колу након што су у седмом мечу поражени са 3:1. Флери је током плеј-оф серије имао 89,9 посто успешности одбрана.
У сезони 2011/12. бранио је на 67 утакмица, а у једном тренутку је везао 23 утакмице као стартер. Регуларну сезону је завршио са 42 победе и за мало му је измакао Ол-стар меч. Плеј-оф серија није била добра као регуларна сезона. Пингвини су елиминисани од Филаделфије, а Флури је имао 83,4 посто успешности одбрана или 4,36 голова по утакмици у просеку.

### Репрезентација
Са репрезентацијом Канаде је на Зимским олимпијских играма 2010. у Ванкуверу освојио златну медаљу. У финалу је побеђена репрезентација Сједињених Америчких Држава са 3:2.